# NGC 2712
NGC 2712 is een balkspiraalstelsel in het sterrenbeeld Lynx. Het hemelobject werd op 19 maart 1828 ontdekt door de Britse astronoom John Herschel.

## Synoniemen
- UGC 4708
- IRAS08561+4506
- MCG 8-17-3
- KARA 292
- ZWG 238.1
- KUG 0856+451
- PGC 25248